# Phenacostethus smithi
Phenacostethus smithi is een straalvinnige vissensoort uit de familie van de dwergaarvissen (Phallostethidae). De wetenschappelijke naam van de soort is voor het eerst geldig gepubliceerd in 1928 door Myers.